# Walter A. Brown Trophy

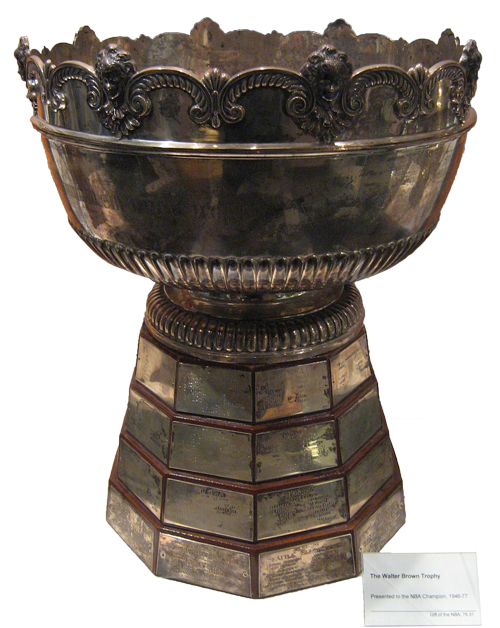
O Walter A. Brown Trophy no Basketball Hall of Fame

O Walter A. Brown Trophy (em português: Troféu Walter A. Brown) foi um troféu concedido ao time vencedor da National Basketball Association (NBA) entre as temporadas de 1949 e 1977. Foi substituído pelo Troféu Larry O'Brien.
Originalmente, o troféu chamou-se apenas NBA Finals Trophy (em português: Troféu das Finais da NBA), mas foi renomeado na temporada da NBA de 1963-64 em homenagem ao proprietário do Boston Celtics que foi o instrumento fundamental para a fusão da National Basketball League com a Basketball Association of America, originando a NBA em 1949.
O primeiro vencedor do troféu foi o Philadelphia Warriors, que derrotou o Chicago Stags na final. O Boston Celtics venceu o mesmo 14 vezes, o recordista na história. Entre 1957 e 1969, a equipe venceu 11 das 13 vezes as finais da NBA, sendo oito delas consecutivas. O último campeão foi o Philadelphia 76ers, o qual derrotou o Los Angeles Lakers na final de 1983.